# Frufällan
Frufälla is een plaats in de gemeente Borås in het landschap Västergötland en de provincie Västra Götalands län in Zweden. De plaats heeft 884 inwoners (2005) en een oppervlakte van 103 hectare. Frufälla ligt aan het meer Öresjön. Het deel van de plaats, dat niet aan het meer grenst grenst aan bos. De stad Borås ligt ongeveer tien kilometer ten zuiden van het dorp.

## Verkeer en vervoer
Bij de plaats loopt de Riksväg 42, ook loopt een spoorweg door de plaats.